# Błędy w koszykówce
Ten artykuł opisuje zagadnienie koszykarskie zgodne z normami FIBA.
Zasady w ligach NBA, NCAA lub innych mogą różnić się od tutaj przedstawionych.
Błąd – naruszenie przepisów w koszykówce.

## Air ball
Air ball – tzw. "niedolot", czyli rzut piłką, która nie doleciała do obręczy kosza, ani nie trafiła w jego żadną inną część.

## Błąd kroków
Błąd kroków – występuje, gdy zawodnik zaczyna przemieszczać się bez rozpoczęcia kozłowania lub po jego zakończeniu (złapaniu piłki obiema rękami). 

## Błąd połów
Błąd połów – polega na cofnięciu się zawodnika z piłką z pola ataku (połowy przeciwnika) na "pole obrony" lub podaniu piłki z pola ataku do kolegi z drużyny znajdującego się na polu obrony.

## Błędy czasu

### Błąd 3 sekund
Błąd 3 sekund – błąd polegający na przebywaniu zawodnika drużyny atakującej ponad 3 sekund w "obszarze ograniczonym" na połowie przeciwnika.

### Błąd 5 sekund
Błąd 5 sekund – w koszykówce:
- w ciągu 5 s od gwizdka sędziego należy wprowadzić piłkę do gry (wyrzut z autu),
- jeżeli zawodnik dokładnie kryty trzymający piłkę przez 5 s nie podaje, nie rzuca i nie kozłuje piłki, uważa się ją za przetrzymaną, a piłkę otrzymuje przeciwnik
- w ciągu 5 s należy wykonać rzut wolny podyktowany przez sędziego:

1. jeżeli nie jest to ostatni rzut, to zawodnik traci możliwość wykonania tego rzutu, a jeśli wykonał go po czasie, to dodatkowo zostaje unieważniony
2. jeśli jest to ostatni rzut, zostaje on unieważniony, a piłkę do wybicia z autu otrzymuje przeciwnik

- w ciągu 5 s zawodnik dokładnie kryty musi rozpocząć kozłowanie lub podać piłkę, w przeciwnym wypadku odgwizdywany jest błąd i piłkę dostaje przeciwnik

### Błąd 8 sekund
Błąd 8 sekund – błąd polegający na nieprzeprowadzeniu piłki przez linię środkową boiska przez 8 kolejnych sekund czystej gry podczas przeprowadzania akcji ofensywnej.

### Błąd 24 sekund
Błąd 24 sekund – błąd polegający na nieoddaniu rzutu w kierunku kosza (z dotknięciem obręczy przez piłkę) przez 24 kolejne sekundy czystej gry podczas przeprowadzania akcji ofensywnej.

## Błędy kozłowania

### Błąd piłki niesionej
Błąd piłki niesionej występuje, kiedy ręka podczas kozłowania znajdzie się pod piłką. 

### Błąd podwójnego kozłowania
Błąd podwójnego kozłowania występuje, kiedy:
- zawodnik zacznie kozłować po zakończeniu wcześniejszego kozłowania
- zakozłuje obiema rękami jednocześnie
- podrzuci piłkę i złapie ją ponownie (poda sam do siebie)
- rzuci piłkę w stronę kosza, lecz ona nie dotknie żadnej części kosza (najwyżej siatkę) i ten sam zawodnik zbierze tę piłkę
- odbije piłkę zamkniętą pięścią.

## Błędy przejścia
Błąd przejścia – to błąd w koszykówce polegający na przekroczeniu lub nadepnięciu niedozwolonej linii. 
W koszykówce wyróżnia się kilka "błędów przejścia":

### Aut
Aut (ang. out) – opuszczenie przez piłkę, regulaminowego pola gry. Za aut odpowiedzialny jest zawodnik, który ostatni raz dotknął piłki. 

### Przejście linii rzutów wolnych
Przekroczenie lub nadepnięcie linii rzutów wolnych przez zawodnika wykonującego rzut wolny, podczas wykonywania rzutu wolnego, gdy piłka jeszcze nie dotknęła obręczy kosza. Karane jest to unieważnieniem rzutu. 

### Przejście linii autu podczas wybijania piłki z autu
Przekroczenie, lub nadepnięcie linii autu podczas wybijania piłki z autu, przez zawodnika wybijającego piłkę.

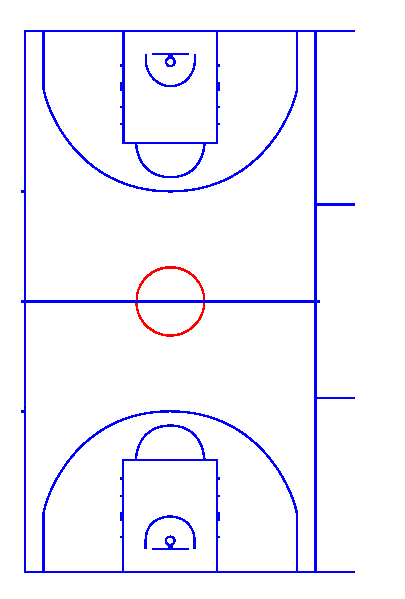
Koło na środku boiska, w którym wykonywany jest rzut sędziowski

## Błędy przy rzucie sędziowskim
Podczas rzutu sędziowskiego nie jest dozwolone:
- złapanie piłki w kole przez jakiegokolwiek zawodnika
- odbicie piłki więcej niż 2 razy przez zawodnika mającego zbić piłkę.

## Faule
Faul (ang. foul; inaczej: przewinienie) jest to zagranie niezgodne z przepisami gry, karane zgodnie z przepisami obowiązującymi w danej dziedzinie sportu. Faul to naruszenie przeciwnika przy piłce lub bez piłki, wtedy jest to faul bez piłki. Występuje także faul obustronny popełniony przez zawodników obu ekip. Za sfaulowanie zawodnika w akcji rzutowej, zawodnik ten wykonuje rzuty osobiste. Rzuty osobiste punktowane za 1 punkt oddaje się gdy zespół przeciwny popełni więcej niż 5 przewinień w kwarcie, to i każde kolejne przewinienie bez względu czy w akcji rzutowej czy nie, jest karane rzutami. W przypadku gdy zawodnik faulowany rzuca zza linii rzutów za 3 punkty wykonuje 3 rzuty, w każdym z innych dwa. Gdy zawodnik faulowany jest w pozycji rzutowej i trafi celnie do kosza wykonuje jeszcze dodatkowy rzut z linii rzutów wolnych. W przypadku faulu niesportowego lub technicznego, zawodnik z drużyny faulowanej wykonuje 2 rzuty i wyprowadza dodatkowo jeszcze piłkę z boku.
Sędziowie pokazujący faul:

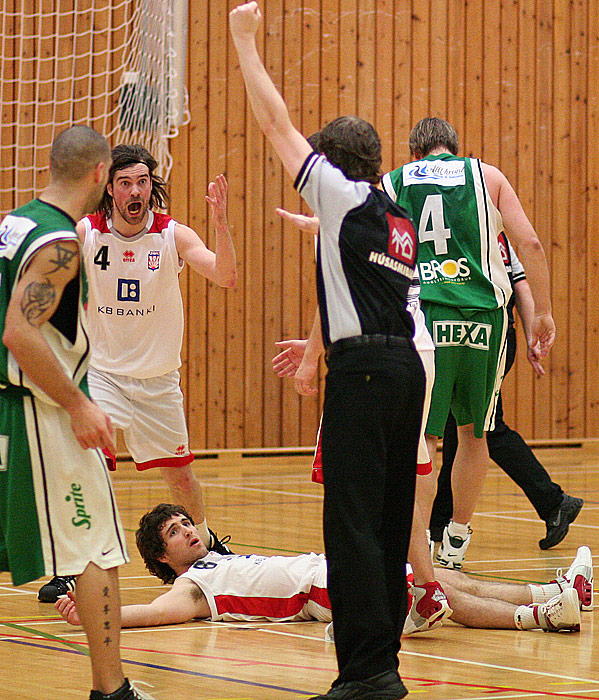
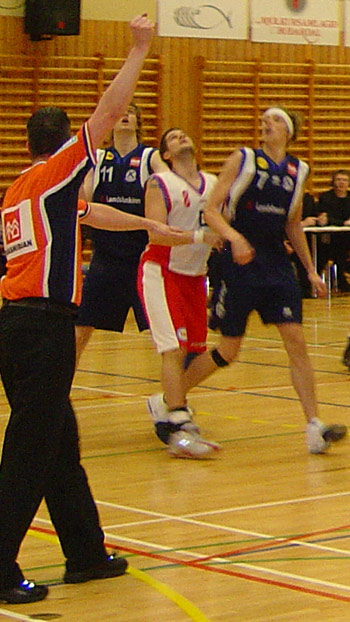
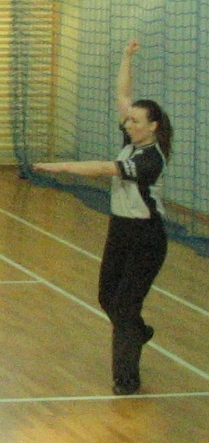
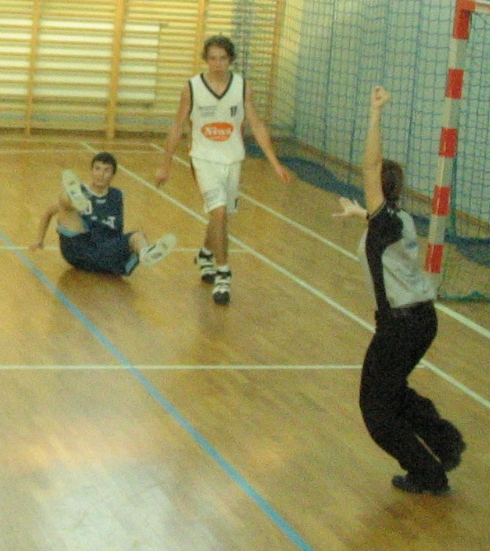

Sędziowie stolikowi informują o liczbie faulów faulującego zawodnika poprzez pokazanie odpowiedniej tabliczki fauli zawodnika.

## Kopnięcie piłki nogą
Kopnięcie piłki nogą nie jest dozwolone. Umyślne kopanie lub blokowanie jakąkolwiek częścią nogi jest błędem technicznym. Błąd techniczny nie jest przewinieniem i gracz nie dostaje upomnienia, jednak traci piłkę na rzecz drużyny przeciwnej. Przypadkowy kontakt nogi z piłką nie jest błędem.
Sędzia sygnalizuje ten błąd poprzez pokazanie palcem swojej stopy, a następnie unosząc rękę z wyciągniętym palcem w górę i wykonując obrót dłonią z wystawionym palcem wskazującym.

## Inne błędy
- Umyślny rzut do własnego kosza jest błędem, a punkty nie zostają dopisane. Jeśli rzut samobójczy był przypadkowy, to w protokole meczu jest on zapisywany jako rzut celny kapitana drużyny przeciwnej.
- Przerzucenie piłki przez obręcz kosza od dołu, jest błędem.